# Pac-Pix
Pac-Pix is een computerspel ontwikkeld en uitgegeven door Namco voor de Nintendo DS. Namco's videospelmascotte Pac-Man speelt de hoofdrol. Het spel maakt erg veel gebruik van het aanraakscherm van de DS, waarmee de speler Pac-Mans kan tekenen en ze door het level kan manoeuvreren door muren te tekenen en geesten te verslinden. Obstakels zoals muren en schilden kunnen worden omzeild door bommen en pijlen te tekenen. Spelers kunnen ook de snelheid bepalen van de Pac-Man die ze hebben gecreëerd, door de grootte van de tekening te veranderen.

## Verhaal
Een kwaadaardige tovenaar bedacht op een dag de zogenaamde Geesteninkt, wat grote kracht bevat. Wat er getekend wordt met deze geesteninkt verandert onmiddellijk in een geest. Deze geesten springen dan in andere tekeningen en boeken, om onrust te veroorzaken in de wereld.
Na dit gehoord te hebben, probeerde Pac-Man de geesten te verslaan met het enige wat krachtig genoeg was - de krachtige magische pen. Na een tijdje lukte het hem om alle geesten gevangen te houden in één boek. Maar, voordat het hem lukte om alle geesten weer in doodgewone inkt te veranderen, werd ook hij gevangengenomen in een stukje papier.
Met behulp van Pac-Man, moet de speler de magische pen in handen nemen, alle geesten weer in inkt veranderen en Pac-Man bevrijden.

## Ontwikkeling
Pac-Pix werd ontwikkeld en uitgegeven door Namco. Het spel werd onthuld op de E3 van 2004 als een demo voor het nieuw aangekondigde Nintendo DS-systeem. Volgens producent Hideo Yoshizawa werd het concept van Pac-Pix vier jaar daarvoor al bedacht, als een arcadespel. Met gebruik van Apple Personal digital assistants kwam de director Tetsuya Shinoda erachter dat gecorrigeerde tekst verdwijnt met een klein rookwolkje als het verwijderd wordt door de gebruiker; hij vond dit intuïtief en wilde het gebruiken in een spel.
Twee jaar later namen ze het idee in overweging voor een spel voor de tablet, maar hij vond dat het spel en de doelgroep niet pasten bij die hardware. Toen de DS werd aangekondigd, vond Toshizawa dat "de tijd rijp is". De E3-demo Pac-Pix werd met veel lof ontvangen door spelers, waarvan velen vroegen om een volledig spel. Daarom werd er een ontwikkelingsteam op de maak van een volledige versie van de demo gezet. Volgens Yoshizawa was het lastigste deel van de ontwikkeling van Pac-Pix de mogelijkheid om spelers de grootte, vorm, en plaats van hun tekeningen te laten bepalen.